# City-Pier-City Loop 2013

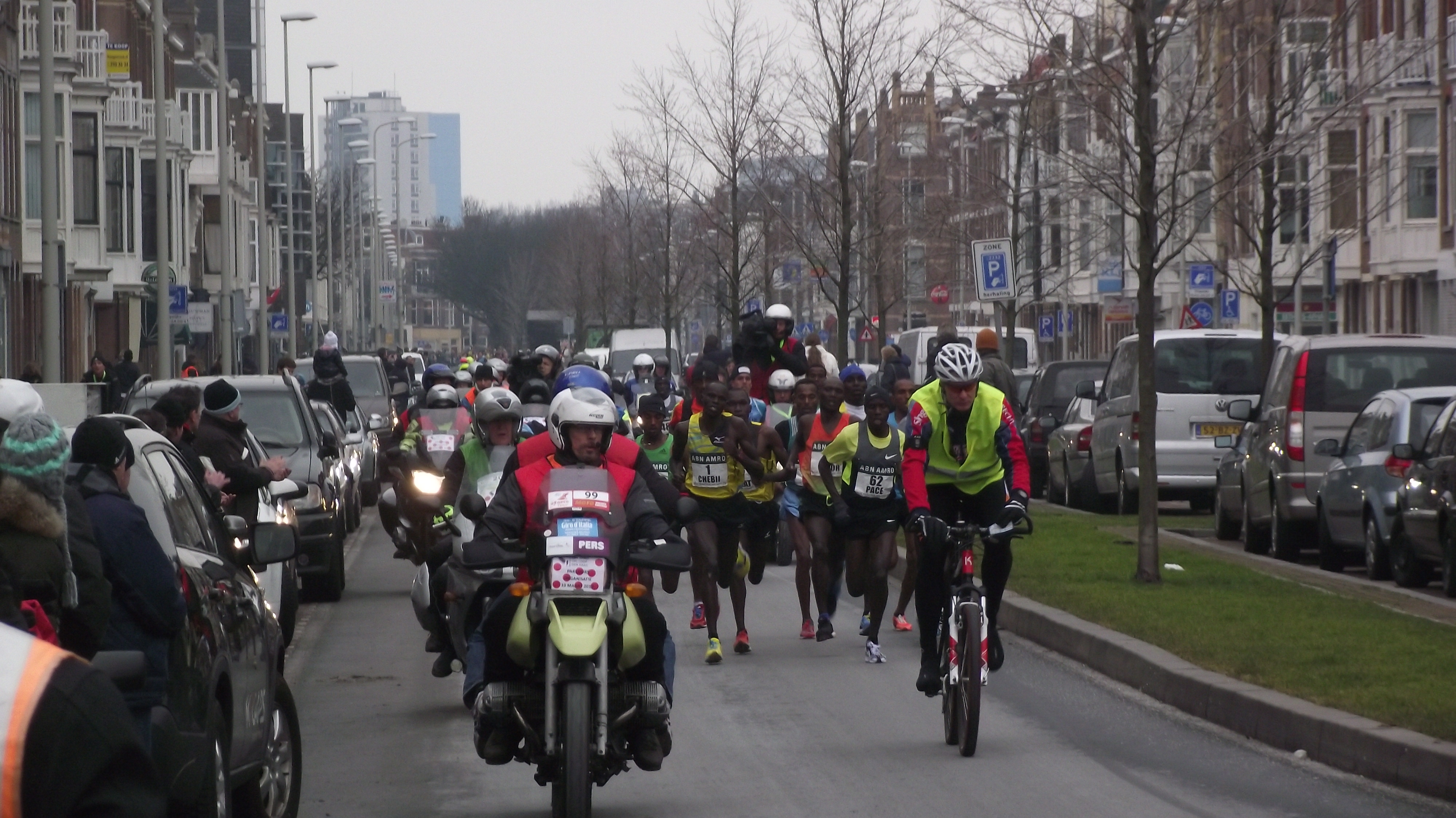
Kopgroep ter hoogte van de Valkenboslaan.

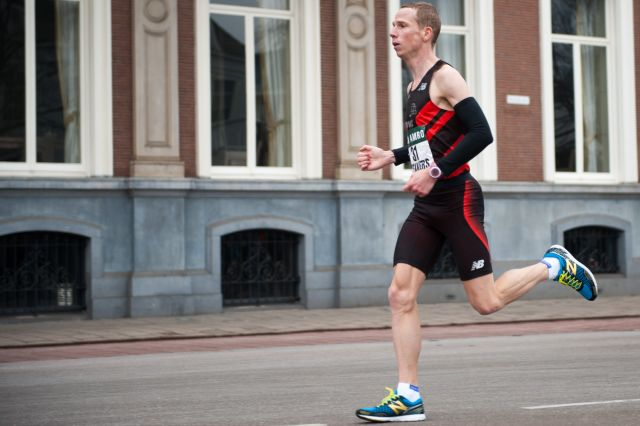
Rens Dekkers bij de CPC 2013

De 39e editie van de City-Pier-City Loop vond plaats op zondag 10 maart 2013. Het evenement werd gesponsord door ABN-Amro.
Winnaar bij de mannen werd de Keniaan Edwin Kipyego met een finishtijd van 1:00.05. Hij had een ruime voorsprong op zijn landgenoot Henry Kiplagat. Bij de vrouwen besliste de Française Laurane Picoche de wedstrijd in 1:11.45.
Naast een halve marathon waren er ook wedstrijden over de afstanden 10 km en 5 km.

## Uitslagen

### Mannen
| rang   | naam                  | land | tijd    |
| ------ | --------------------- | ---- | ------- |
| Goud   | Edwin Kipyego         | KEN  | 1:00.05 |
| Zilver | Henry Kiplagat        | KEN  | 1:00.55 |
| Brons  | Belay Abebe           | ETH  | 1:00.58 |
| 4      | Kennedy Kimutai       | KEN  | 1:01.00 |
| 5      | Ezekiel Chebii        | KEN  | 1:01.20 |
| 6      | Tsefalem Gebrearegawi | ETH  | 1:01.32 |
| 7      | Alfers Lagat          | KEN  | 1:01.34 |
| 8      | Tebalu Zawude         | ETH  | 1:02.12 |
| 9      | Vincent Yator         | KEN  | 1:02.12 |
| 10     | Alfred Cherop         | KEN  | 1:02.23 |
| 11     | Michel Butter         | NED  | 1:02.25 |
| 12     | Gebremedhin Gebre     | ETH  | 1:02.38 |
| 13     | Fikadu Haftu          | ETH  | 1:02.55 |
| 14     | Atalay Yirsaw         | ETH  | 1:03.00 |
| 15     | Khalid Choukoud       | NED  | 1:03.16 |
| 16     | Linus Maruka          | KEN  | 1:03.52 |
| 17     | Koen Raymaekers       | NED  | 1:04.01 |
| 18     | Vincent Rono          | KEN  | 1:04.24 |
| 19     | Reid Coolsaet         | CAN  | 1:04.24 |
| 20     | Henrik-Them Andersen  | DEN  | 1:04.25 |

### Vrouwen
| rang   | naam                    | land | tijd    |
| ------ | ----------------------- | ---- | ------- |
| Goud   | Laurane Picoche         | FRA  | 1:11.45 |
| Zilver | Tone-Ilstad Hjalmarsen  | NOR  | 1:14.15 |
| Brons  | Marta Esteban           | ESP  | 1:14.58 |
| 4      | Marieke Falkmann        | NED  | 1:15.28 |
| 5      | Gladys Ganiel           | NIR  | 1:15.51 |
| 6      | Stefanie Bouma          | NED  | 1:15.53 |
| 7      | Sara-Sig Møller         | DEN  | 1:16.07 |
| 8      | Laura Markovaara        | FIN  | 1:16.34 |
| 9      | Veronika-Brennhovd Blom | NOR  | 1:17.21 |
| 10     | Sabine van de Reijt     | NED  | 1:17.50 |
| 11     | Marthe-Katrine Myhre    | NOR  | 1:18.02 |
| 12     | Fanni Gyurko            | HUN  | 1:19.08 |
| 13     | Anjolie Engels-Wisse    | NED  | 1:19.12 |
| 14     | Pauline Claessen        | NED  | 1:20.00 |
| 15     | Marie-Amélie Juin       | FRA  | 1:21.24 |

1975 ·
1976 ·
1977 ·
1978 ·
1979 ·
1980 ·
1981 ·
1982 ·
1983 ·
1984 ·
1985 ·
1986 ·
1987 ·
1988 ·
1989 ·
1990 ·
1991 ·
1992 ·
1993 ·
1994 ·
1995 ·
1996 ·
1997 ·
1998 ·
1999 ·
2000 ·
2001 ·
2002 ·
2003 ·
2004 ·
2005 ·
2006 ·
2007 ·
2008 ·
2009 ·
2010 ·
2011 ·
2012 ·
2013 ·
2014 ·
2015 ·
2016 ·
2017 ·
2018 ·
2019 (afgelast) ·
2020 ·
2021 (afgelast) ·
2022 ·
2023 ·
2024